# Nonverbale Synchronie
Nonverbale Synchronie (Synchronie von griechisch "zusammen in der Zeit") bezeichnet die zeitliche Synchronisation und Angleichung des nonverbalen Verhaltens von zwei oder mehr interagierenden Individuen. Der Existenznachweis dieses Effekts und seine Bedeutung ist zunehmend Gegenstand psychologischer Forschung. Der statistische Nachweis von Synchronie erfolgt in der Regel auf der Basis der Kreuzkorrelation von Zeitreihen, die die Körperbewegung oder physiologischen Prozesse der Individuen enthalten. Ein bekanntes Phänomen ist die unbewusste Angleichung und Synchronisation der Gehfrequenz in Gruppen, etwa auf der neueröffneten Millennium Bridge in London. Bekannt ist auch die "ansteckende" Wirkung von emotionalem Ausdrucksverhalten, etwa dem Lachen oder dem Gähnen. 

## Nonverbale Synchronie in der Psychologie
Die psychologische Forschung befasst sich zunehmend mit Synchronie in sozialer Interaktion allgemein und in Psychotherapie. Dabei synchronisieren sich Individuen nicht nur in ihren Worten, sondern auch bezüglich ihrer Bewegungen und Gestik sowie allgemein ihrer physiologischen Aktivierung. Statistische Nachweise finden sich in der psychologischen Literatur zur Synchronie der physiologischen Sympathikusaktivität und zur Bewegungssynchronie von Psychotherapeuten und Klienten in Psychotherapiesitzungen. 
In Therapiesitzungen hängt Synchronie mit der Qualität der Therapiebeziehung zusammen und sagt ein besseres Therapieergebnis voraus. Bewegungssynchronie weisen auch einander unbekannte Versuchspersonen auf, die allgemeine Themen diskutieren. In sozialen Interaktionen wurde eine Korrelation mit positivem Affekt, wechselseitiger Empathie und prosozialen Emotionen gefunden (Chamäleon-Effekt).

## Nonverbale Synchronie und Embodiment
Das Phänomen der nonverbalen Synchronie bezieht sich allgemein auf den Bereich des Embodiment der sozialen Interaktion und der individuellen Kognition, denn Synchronie betrifft die wechselseitige Abhängigkeit von körperlichen und psychischen Variablen, die Embodiment definieren. Nonverbale Synchronie zeigt, dass soziale Interaktion stets in körperliche Prozesse eingebettet ist – Kommunikation geht deutlich über das Senden von abstrakter Information an einen Empfänger hinaus. Die Verkörperung von Synchronie wird auch thematisiert im Konzept des "Mimikry" in der Sozialpsychologie sowie in der neurobiologischen Forschung zu Spiegelneuronen, zu "predictive coding" und zum Reafferenzprinzip.